# 2 (число)
Вижте пояснителната страница за други значения на 2.
Две е естествено число, предхождано от едно и следвано от три. С арабски цифри се изписва 2, с римски – II, а по гръцката бройна система – Βʹ. В поредица две се превръща във втора, втори, второ (2-ра, 2-ри, 2-ро).

## Математика
- Всяко число, което се дели на 2 без остатък, се нарича четно, което прави 2 най-малкото четно число.
- 2 е първото просто число и единственото четно такова.
- 2 е пермутационно просто число.
- 2 е най-малкото число с 2 делителя.
- 2 и 3 са единствените последователни прости числа.
- 2 = 2! (2! = 1×2 = 2).
- 2 е третото число на Фибоначи.
- 2 е второто безквадратно число (след 1).
- 2 е първото просто число, което няма прости числа близнаци.
- Квадратен корен от 2 (√2) е първото известно ирационално число.
- Четириъгълникът има 2 диагонала.
- Две е основа на двоичната бройна система, използвана в изчислителната техника.

- 1/2 се нарича една втора или половина.
- Сборът на всички степени на 2 плюс 1 е равен на следващата степен на 2: 1 + 20 + 21...+2n = 2n+1 (за всяко цяло число n≥0).
- Двоичен логаритъм е логаритъм с основа 2.

## Друго
- 2 е атомният номер на химичния елемент хелий.
- Вторият ден от седмицата е вторник според ISO 8601.
- Вторият месец на годината е февруари.
- Втората планета в Слънчевата система е Венера.
- Ре е втората нота от гамата до мажор.
- 2 броя от нещо се нарича „чифт“.
- 2 последователни филма се наричат дуология.
- Брой от 2-ма души се нарича дуо.
- В религията дуализмът се основава на двете основни начала.
- Организмите имат 2 пола – мъжки и женски.
- В природата съществува двустранна симетрия (много органи са по 2: очи, уши, ръце, крака, бъбреци, яйчници/тестиси и т.н., а други са от 2 симетрични части: сърце, бял дроб, нос и др.)
- Магнитът, Земята и електрическият ток имат 2 полюса.
- В китайската култура 2 се счита за щастливо число.
- В българското училище 2 е най-ниската оценка.
- Група от двама изпълнители се нарича дует или дуо.
- Двукорпусен кораб се нарича катамаран.
- Велосипед за двама се нарича тандем.
- Тиберий е 2-рият император на Римската империя.